# Belostoma confusum
Belostoma confusum är en insektsart som beskrevs av Lauck 1959. Belostoma confusum ingår i släktet Belostoma och familjen Belostomatidae. Inga underarter finns listade i Catalogue of Life.